# Эндокринолог
Эндокрино́лог —  врач, получивший специализацию по вопросам диагностики, профилактики и лечения патологий эндокринной системы в интернатуре, ординатуре или на кафедре института последипломного образования врачей.

## В РФ
В Российской Федерации обязанности врача-эндокринолога прописаны в Приказе Минздравсоцразвития России от 23.07.2010 N 541н (ред. от 09.04.2018) «Об утверждении Единого квалификационного справочника должностей руководителей, специалистов и служащих, раздел „Квалификационные характеристики должностей работников в сфере здравоохранения“».
Эндокринолог диагностирует патологию со стороны эндокринной системы и, если это необходимо, производит коррекцию нарушений деятельности желез внутренней секреции: подавляет, стимулирует или замещает продукцию гормонов и биологически активных веществ, регулирующих жизненно важные функции организма.

## Эндокринологические специальности
Различают специализацию эндокринологов:
- детская эндокринология (педиатр-эндокринолог, детский эндокринолог) — проблемы патологии роста и полового развития детей и подростков, сахарный диабет 1-го типа, несахарный диабет, пубертатноюношеский диспитуитаризм, другие нарушения синтеза, секреции и действия гормонов, а также аутоиммунные и онкозаболевания эндокринной системы у детей;
- эндокринология (эндокринолог, эндокринолог-хирург, эндокринолог-гинеколог, эндокринолог-генетик, диабетолог, тиреоидолог) — вопросы репродукции (мужское и женское эндокринное бесплодие, гинекомастия у мужчин, мастопатия, избыточное оволосение у женщин (гирсутизм, вирилизация), нарушения менструального цикла, проблемы лактации, климактерические расстройства); а также:
  - проблемы нейроэндокринологии — болезни гипоталамуса и гипофиза: несахарный диабет, гипоталамический синдром, гигантизм, акромегалия, пролактинома, пангипопитуитаризм и другие;
  - патология надпочечников: недостаточность надпочечников (острая и хроническая), врождённая дисфункция коры надпочечников (адреногенитальный синдром), новообразования надпочечников (доброкачественные и злокачественные) и другие;
  - патология щитовидной железы — диффузный зоб, тиреоидит, гипотиреоз, тиреотоксикоз, кисты и узловые образования щитовидной железы;
  - вопросы диабетологии — сахарный диабет, незидиобластоз;
  - другие проблемы — остеопороз, ожирение (расстройство липидного обмена), множественная эндокринная неоплазия, апудомы и другие.